# The Outsider (serie televisiva 1968)
The Outsider  è una serie televisiva statunitense in 26 episodi trasmessi per la prima volta nel corso di una sola stagione dal 1968 al 1969.

## Trama
Los Angeles. David Ross, dopo aver passato sei anni in carcere ingiustamente ed in balia di problemi finanziari, decide di aiutare le vittime di ingiustizie e diventa detective privato.

## Personaggi
- David Ross (26 episodi, 1968-1969), interpretato da	Darren McGavin.
- Amy Godwin (2 episodi, 1968-1969), interpretata da	Kathie Browne.
- Borden (2 episodi, 1968-1969), interpretato da	Pat Harrington Jr..
- detective (2 episodi, 1968-1969), interpretato da	Robert Millar.
- tenente Kerning (2 episodi, 1968), interpretato da	Noah Keen.
- Masters (2 episodi, 1969), interpretato da	Warren J. Kemmerling.
- Marty (2 episodi, 1969), interpretato da	Michael Masters.
- tenente Kanter (2 episodi, 1969), interpretato da	Bill Quinn.

## Produzione
La serie fu prodotta da Universal TV e Universal/Public Arts Production e girata negli studios della Universal a Universal City  in California.

### Registi
Tra i registi della serie sono accreditati:
- Michael Ritchie (1 episodio, 1968)
- Richard Benedict (1 episodio, 1969)

## Distribuzione
La serie fu trasmessa negli Stati Uniti dal 1968 al 1969 sulla rete televisiva NBC. 
In Italia è stata trasmessa con il titolo The Outsider.
Alcune delle uscite internazionali sono state:
- negli Stati Uniti il 18 settembre 1968 (The Outsider)
- nei Paesi Bassi il 1º luglio 1970
- in Germania Ovest il 27 novembre 1970  (Der Außenseiter o Der Einzelgänger)
- in Spagna (El astuto)
- in Italia (The Outsider)

## Episodi
| Stagione       | Episodi | Prima TV USA |
| -------------- | ------- | ------------ |
| Prima stagione | 26      | 1968-1969    |